# Ticket Travel Group
Ticket Travel Group AB ist ein schwedischer Reisevermittler mit Sitz in Nacka. Das Unternehmen ist die größte Geschäfts- und Privatreisenagentur Schwedens.

## Geschichte
Das Unternehmen entstand 1989 als Reisebüro aus dem Zusammenschluss von Nyman & Schultz und SJ Resebyråer. In den folgenden Jahren expandierte das Unternehmen und übernahm 1999 das norwegische Touristikunternehmen Via Winge Ferieverden von TUI sowie den belgischen Konkurrenten Ticket BBL Travel. Im selben Jahr ging das Unternehmen an die Stockholmer Börse. Im folgenden Jahr übernahm Ticket Travel die norwegische Reisebürokette Sydenbutikken und wurde damit Marktführer des Landes. 2006 übernahm das Unternehmen den schwedischen Geschäftsreisespezialisten MZ Travel.